# La Merced, Guanajuato
La Merced är en ort i Mexiko.   Den ligger i kommunen Comonfort och delstaten Guanajuato, i den centrala delen av landet, 220 km nordväst om huvudstaden Mexico City. La Merced ligger 1 807 meter över havet och antalet invånare är 281.
Terrängen runt La Merced är huvudsakligen kuperad, men åt sydväst är den platt. Runt La Merced är det ganska tätbefolkat, med 149 invånare per kvadratkilometer. Närmaste större samhälle är Empalme Escobedo, 2,1 km söder om La Merced. I omgivningarna runt La Merced växer huvudsakligen savannskog.